# Kakusuu
Koordinaten: 57° 52′ N, 27° 27′ O
Kakusuu ist ein Dorf (estnisch küla) im Südosten Estlands. Es gehört zur Landgemeinde Võru im Kreis Võru (bis 2017 Landgemeinde Orava im Kreis Põlva).
Das Dorf hat zwanzig Einwohner (Stand 31. Dezember 2011). Es liegt südlich von Orava.